# 礼萨·阿里普尔
礼萨·阿里普尔·谢纳赞迪法尔德（波斯語：رضا علیپور شنازندی‌فرد，1994年4月29日—），伊朗男子攀岩运动员，2018年亚洲运动会男子速度赛金牌得主、2022年亚洲运动会男子速度赛金牌得主。